# Lasiurus atratus
Lasiure deuil
Espèce
Répartition géographique
Statut de conservation UICN

 LC  : Préoccupation mineure
Lasiurus atratus, de nom commun Lasiure deuil, est une espèce de chauves-souris américaines de la famille des Vespertilionidae.

## Description
L'espèce a une longueur totale entre 112 et 116 mm, une longueur de l'avant-bras entre 45,1 et 47,6 mm, une longueur de la queue entre 53 et 57 mm, une longueur du pied entre 10 et 11 mm, une longueur des oreilles de 13 mm.
La fourrure est longue et dense. Les parties dorsales sont brun rougeâtre, les poils simples sont tricolores, avec la base noirâtre, la partie centrale jaune-brunâtre et la pointe rougeâtre, tandis que les parties ventrales et la gorge sont brunâtres ou noirâtres avec la pointe des poils simples blancs. Sur les épaules, il y a deux taches blanches voyantes. Le museau est noir, court, pointu et large, en raison de la présence de deux masses glandulaires sur les côtés. Les oreilles sont courtes, arrondies et bien séparées. Le tragus est court, étroit, avec une extrémité arrondie et courbée vers l'avant. Les membranes des ailes sont noirâtres. L'extrémité de la longue queue s'étend légèrement au-delà de la grande membrane interfémorale qui est recouverte dorsalement de poils de la même couleur que le dos.

## Répartition
On trouve Lasiurus atratus dans l'est du Venezuela, au nord de Guyana, du Suriname et de la Guyane.
Elle vit dans les forêts tropicales des plaines aux feuilles persistantes et aux feuilles caduques.

## Comportement

### Habitation
Elle vit probablement dans les creux des arbres.

### Alimentation
Elle se nourrit d'insectes principalement capturés au-dessus des cours d'eau.